# Ready, Set, Don't Go
«Ready, Set, Don't Go» es una canción country interpretada por los artistas Billy Ray y Miley Cyrus, incluida en el décimo álbum de estudio del primero, Home at Last. Fue enviada a las estaciones de radio de música country el 10 de octubre de 2007 como el primer sencillo del disco, por la compañía Walt Disney Records. Es una balada country suave que combina algunos elementos del pop rock. La canción recibió diferentes interpretaciones aunque, en realidad, Cyrus la compuso varios años antes de su lanzamiento cuando su segunda hija, Miley, se mudó a Los Ángeles para seguir una carrera como actriz con una audición para la serie original de Disney Channel Hannah Montana. «Ready, Set, Don't Go» recibió elogios de la crítica, que complementaron su contenido lírico. También alcanzó respuestas comerciales positivas, en comparación con su caída en años anteriores, pues llegó al número ochenta y cinco en el conteo Billboard Hot 100.
Elliot Lester dirigió el videoclip y cuenta con algunos vídeos caseros de Cyrus; recibió una nominación a los CMT Music Awards en la entrega de 2008. Posteriormente, la canción fue relanzada como un dúo con su hija, en octubre de 2007. En el momento del lanzamiento del sencillo, tenía catorce años y disfrutaba del éxito de su álbum debut Meet Miley Cyrus. La versión dúo se convirtió en el debut de Miley en la música country y recibió mejores resultados comerciales, ya que alcanzó la más alta posición del Billboard Hot 100 en el número 37. Cyrus, con y sin su hija, interpretó el tema en varios lugares, entre ellos el CMA Music Festival, en el programa Dancing with the Stars, en los premios CMT Music, en la inauguración del presidente Barack Obama Kids' Inaugural: «We Are the Future» y en la gira Best of Both Worlds Tour (2007-08).

## Composición y publicación
«Ready, Set, Don't Go», compuesta por Cyrus y Casey Beathard, ha sido interpretada en una variedad de maneras. Scott Sexton de About.com creyó que la canción podría haber descrito una serie de temas. Dijo: «Es sobre la mujer, dejando a un hombre, o un padre viendo a su hijo salir y difundir sus alas». Cyrus habló sobre Home at Last en una entrevista con Calvin Gilbert de Country Music Television en el que dijo que la canción era sobre niños que crecen y siguen adelante, desde su propia experiencia de trasladar su familia a Los Ángeles para ayudar a Miley con su actuación y su carrera como cantante. Walt Disney Records envió «Ready, Set, Don't Go» a las estaciones de radio de música country el 10 de octubre de 2007 como el primer sencillo del disco. También salió a la venta como descarga digital y en un CD de dos pistas, que incluyó la versión completa y otra editada para las radios.
«Ready, Set, Don't Go» es una canción country pop que combina algunos estilos de country pop y adult contemporary de Home at Last. Se establece en un compás de 4/4 con un tempo de balada de 76 pulsaciones por minuto. Está compuesta en la tonalidad de re mayor y el registro vocal de ambos artistas abarca dos octavas, desde si3 a si5. Los versos siguen una progresión armónica de re-si menor7-sol, seguido de mi menor y la, mientras que el estribillo utiliza sol-la-re dos veces, seguido de sol-si menor-mi menor-la-re.

## Recepción
«Ready, Set, Don't Go» recibió una respuesta positiva por parte de la crítica. Scott Sexton de About.com señaló que es una «gran balada [...] la música fluye con las poderosas palabras y es una gran melodía rockin». «Ready, Set, Don't Go» alcanzó la posición 41 de la lista Digital Songs de Billboard. Debutó y alcanzó el puesto número 85 en el conteo Billboard Hot 100, y ocupó las casillas 47 y 58 en Hot Country Songs y Pop 100, respectivamente.
La versión dúo de «Ready, Set, Don't Go» gozó mucho más éxito comercial que la versión original debido a la popularidad de Miley. Debutó en el número 85 en el Billboard Hot 100 el 27 de octubre de 2008. En la semana del 26 de enero de 2008, ascendió al número 40 y se convirtió en el primer éxito de Cyrus desde su sencillo debut «Achy Breaky Heart» (1992), que había llegado al cuarto lugar. Finalmente alcanzó el número 37 el 16 de febrero de 2008 y llegó al número 4, 37 y 54 en Hot Country Songs, Digital Songs y Pop 100, respectivamente. En Canadá, debutó en el puesto número 94 de la lista Canadian Hot 100 el 24 de noviembre de 2007, y el 2 de febrero de 2008 alcanzó la máxima posición en la lista, en el número 47.

## Promoción

### Vídeo musical
Elliot Lester dirigió el vídeo de «Ready, Set, Don't Go». Comienza con un primer plano de la mano de Cyrus tocando una guitarra acústica. Luego, está sentado en la parte superior de dos troncos negros en una habitación oscura, vacante, vistiendo una camisa color lavanda con una camiseta gris debajo, pantalones vaqueros y botas de cowboy. Cyrus sigue tocando la guitarra e imágenes de Miley aparecen en el fondo. Las imágenes van desde la infancia de ella a la adolescencia. Cuando canta, cabecea su cabeza y voltea su cabello intensamente y se reproducen una gran variedad de vídeos caseros. Esto continúa durante el resto del vídeo. La escena finaliza con un vídeo de Miley partiendo en un taxi amarillo que se muestra en el fondo. La escena final tiene a Billy con Miley cuando da sus primeros pasos y dice «¡muy bien!». El vídeo recibió una nominación para vídeo lacrimógeno del año, pero perdió ante «I Wonder» de Kellie Pickler en los CMT Music Awards de 2008.

### Interpretaciones en directo
Cyrus estrenó «Ready, Set, Don't Go» el 9 de junio de 2007 en el CMA Music Festival. Luego, el 9 de octubre del mismo, la presentó a dúo en Dancing with the Stars. Miley Cyrus se unió en The Oprah Winfrey Show el 20 de diciembre para interpretarla. «Ready, Set, Don't Go» se interpretó sobre todo en la gira Best of Both Worlds Tour. En las fechas seleccionadas, Cyrus se unió a Miley para realizar la canción como un encore. El 14 de abril de 2008, el tema se interpretó como un dúo en los CMT Music Awards. La interpretación comenzó con Cyrus, vestido con una camisa blanca abierta con una camiseta marrón debajo y pantalones vaqueros, mientras tocaba una guitarra acústica que fue atado a él. Por la línea «dondequiera que estén», Miley, vistiendo un vestido de cóctel multicolor, se le unió desde la parte posterior del escenario.  El 19 de enero de 2009, el sencillo fue interpretado en Kids' Inaugural: «We Are the Future», evento en celebración de la inauguración de Barack Obama. Vestida con una camiseta y pantalones vaqueros, Miley terminó de interpretar «Fly on the Wall» y pidió a su padre unirse a ella en el escenario para interpretar la canción. Estaba vestido con una camiseta negra, vaqueros y una chaqueta de cuero negro.

## Posicionamiento en listas
| País (Lista 2007)                  | Mejor posición |
| ---------------------------------- | -------------- |
| Estados Unidos (Billboard Hot 100) | 85             |
| Estados Unidos (Digital Songs)     | 41             |
| Estados Unidos (Pop 100)           | 58             |
| Estados Unidos (Hot Country Songs) | 47             |

| País (Lista 2007-08)               | Mejor posición |
| ---------------------------------- | -------------- |
| Canadá (Canadian Hot 100)          | 47             |
| Estados Unidos (Billboard Hot 100) | 37             |
| Estados Unidos (Pop 100)           | 44             |
| Estados Unidos (Digital Songs)     | 37             |
| Estados Unidos (Hot Country Songs) | 4              |